# 瀬高郵便局
瀬高郵便局（せたかゆうびんきょく）とは福岡県みやま市にある郵便局。民営化前の分類では集配普通郵便局であった。

## 概要
住所：〒835-8799 福岡県みやま市瀬高町下庄1628-4
民営化直前の集配業務再編において、多くの集配普通郵便局は統括センターとなったが、当局は配達センターとされたため、民営化後も郵便事業株式会社の支店は併設されず、集配センターが併設された。

## 沿革
- 1872年8月4日（明治5年7月1日） - 瀬高郵便取扱所として開設[1]。
- 1875年（明治8年）1月1日 - 瀬高郵便局（五等）となる。
- 1881年（明治14年） - 為替取扱を開始。
- 1885年（明治18年）7月10日 - 貯金取扱を開始。
- 1897年（明治30年）3月26日 - 瀬高郵便電信局となる。
- 1903年（明治36年）4月1日 - 通信官署官制の施行に伴い瀬高郵便局となる。
- 1949年（昭和24年）3月1日 - 特定郵便局から普通郵便局に局種別改定[2]。
- 1956年（昭和31年）10月11日 - 電話通話および和文電報受付事務の取扱を開始[3]。
- 1961年（昭和36年）3月 - 局舎新築落成。
- 1999年（平成11年） - 外国通貨の両替および旅行小切手の売買に関する業務取扱を開始。
- 2007年（平成19年）10月1日 - 民営化に伴い、併設された郵便事業大牟田支店瀬高集配センターに一部業務を移管。
- 2012年（平成24年）10月1日 - 日本郵便株式会社発足に伴い、郵便事業大牟田支店瀬高集配センターを瀬高郵便局に統合。
- 2015年（平成27年）9月7日 - 原町郵便局から集配業務を移管。

## 取扱内容
- 郵便、印紙、ゆうパック、内容証明
- 貯金、為替、振替、振込、国際送金、国債、投資信託
- 生命保険、バイク自賠責保険、自動車保険
- ゆうちょ銀行ATM
- みやま市内の一部地域の集配業務

## 周辺
- みやま市役所
- みやま市立図書館
- みやま市立瀬高中学校
- 矢部川

## アクセス
- JR鹿児島本線 瀬高駅から西へ約800m（徒歩約10分）
- 九州自動車道 みやま柳川ICから西へ約3km
- 国道209号・国道443号沿い
- 駐車場あり：9台